# 伯颜忽笃
伯颜忽笃，王姓，高丽王朝皇族女性人物，入侍元仁宗，成为元朝后妃。
伯颜忽笃的父亲王昡，是高丽平陽公，他是高麗顯宗的十一世孙。她的母亲許氏是孔巖縣人，中贊許珙之女，嫁平陽公王昡，生三男四女。王昡死后，高麗忠宣王娶許氏，冊爲順妃。忠宣王宠爱淑昌院妃金氏。元仁宗这时是太子，伯顔忽篤入侍太子，她要陷害淑妃金氏，让太子令淑妃赴元大都。高丽中郎將尹吉甫，因擊毬得以出入東宮，請太子不要这样做。伯顔忽篤得到仁宗寵幸，她的哥哥赴召至元朝，授翰林学士。